# Faustin Munene
 (mai 2014).
Si vous disposez d'ouvrages ou d'articles de référence ou si vous connaissez des sites web de qualité traitant du thème abordé ici, merci de compléter l'article en donnant les références utiles à sa vérifiabilité et en les liant à la section « Notes et références ».
Benoît Fautin Munene, né le 21 mars 1951 à Kapia, dans la province de Bandundu, en République démocratique du Congo est un militaire de carrière et homme politique congolais.
Il est connu pour son opposition aux régimes dictatoriaux qu’il a combattu depuis Mobutu.

## Biographie
Il naît le 21 mars 1951 à Kapia, dans la province de Bandundu, en République démocratique du Congo. Son père, Eugène Munene et sa mère, Thérèse Mulele, étaient tous deux originaire de la province de Bandundu. Il est l’époux de Catarina Jorge Manuel, de nationalité angolaise, et le père de dix enfants dont plusieurs par adoption.

### Sous l'ombre de Pierre Mulele
Sa vie est intimement liée à un grand nationaliste et révolutionnaire congolais qui est aussi son propre oncle, frère de sa mère : Pierre Mulele, fondateur avec Cléophas Kamitatu et Bernardin Mungul Diaka du Parti solidaire africain (PSA) qu’ils confient à la présidence d’Antoine Gizenga, un parti nationaliste allié au Mouvement national congolais de Patrice Lumumba. A l’indépendance du Congo le 30 juin 1960, Pierre Mulele est ministre de l’Éducation et des Beaux Arts dans le premier gouvernement du Congo à l’indépendance dirigé par le Premier Ministre Patrice Emery Lumumba.
Lorsque la crise éclate entre le président Joseph Kasa-Vubu et son premier ministre Patrice Lumumba et que ce dernier est démis de ses fonctions illégalement le 5 septembre 1960, Pierre Mulele comprend qu’il est temps d’actionner l’approche nationaliste. Patrice Lumumba et lui décident alors de quitter Léopoldville (Kinshasa) et de rejoindre Stanleyville (aujourd’hui Kisangani), fief du MNC et des nationalistes. Alors que de nombreux partisans du premier ministre se trouvent déjà à Stanleyville, Pierre Mulele balise le terrain et attend le convoi de Lumumba qui quitte Léopoldville, via route, pour Stanleyville au début décembre 1960. Faisant route ensemble, ce convoi est vite repéré par les hommes de Mobutu et, alors qu’ils avaient déjà traversé la rivière avec Lumumba, ce dernier refuse les conseils de Mulele et retourne pour convaincre les militaires de relâcher sa femme Pauline et son fils Roland. Le premier ministre est arrêté, puis transféré à Léopoldville, avant d’être assassiné avec ses deux compagnons, Maurice Mpolo et Joseph Okito à Élisabethville le 17 janvier 1961.
Mulele rejoint alors les autres lumumbistes à Stanleyville et, sous la conduite de Gizenga, vice-premier ministre de Lumumba, organise la révolution et l’insurrection. À la fin de cette république socialiste Orientale, Mulele, alors ambassadeur au Caire, décide d’organiser la lutte armée, après des formations en Chine. Dès 1964, il lance les maquis dans le Kwilu, mais vers fin 1965, il se retrouve sans soutiens de ses amis. Il décide alors de quitter le Kwilu pour Brazzaville, par fleuve. Lorsqu’il y parvient, il est accueilli par le nouveau pouvoir dirigé par le jeune nationaliste et socialiste Marien Ngouabi. Ce dernier passe un accord avec Kinshasa où le nouveau pouvoir dirigé par le Colonel Mobutu vient d’amorcer la réconciliation nationale. Sur parole, Mulele est amené à Kinshasa par le bateau présidentiel de Mobutu, avec comme convoyeur le ministre des Affaires Étrangères Justin Bomboko.
Le 29 septembre 1968, Pierre Mulele avec son épouse Abo arrive à Kinshasa où un diner lui est offert. Il reçoit alors ses membres de familles, dont sa sœur Mulele et son fils Faustin Munene, et certains de ces compagnons. Tous arrêtés, ils sont emprisonnés au Camp Kokolo où Pierre Mulele est assassiné le 2 octobre 1968 ; ses suppliciés lui arrachant les membres un à un pour le tuer à petit feu.

### Exil et Formation
Le jeune Faustin Munene parvient à se sauver et s’exile à Brazzaville. En 1969, il quitte la République du Congo pour une formation d'officier en Europe du Sud, dans les Balkans, à l'académie militaire d'Albanie. Il séjourne ensuite en Roumanie puis en Allemagne de l'Est avant de revenir en Afrique où il s’exile en Angola. Pendant la guerre d’indépendance, il combat aux côtés de plusieurs officiers et soldats congolais pour l'indépendance de l'Angola avec les Forces Armées Populaires de Libération (FAPLA). 
Munene tente de retourner au Congo dans les années 80, alors Zaïre, mais le régime de Mobutu attente encore une fois à sa vie. Il se réfugie définitivement alors en Angola.

### Avec Laurent-Désiré Kabila
En exil, Benoît Faustin Munene entre dans la résistance zaïroise et devient compagnon de lutte pour la démocratie aux côtés de Laurent-Désiré Kabila, au sein de l'Alliance des Forces Démocratiques pour la Libération du Congo (AFDL). Lors de la campagne de libération ayant traversé le territoire de l'Est à l'Ouest, menée par Laurent-Désiré Kabila et l’AFDL en 1997, commandant, Munene dirige les opérations décisives du front Ouest (Kenge) contre les Forces Armées Zaïroises renflouées par des mercenaires venus au secours du maréchal Mobutu. L'AFDL met en déroute les forces loyalistes et marche triomphalement sur Kinshasa sous la liesse populaire. Le commandant Munene est d’ailleurs le premier à faire son entrée à Kinshasa, le 17 mai 1997.
Dans le nouveau gouvernement de Salut Public que forme le président Laurent-Désiré Kabila, le général Munene est chargé tour à tour des fonctions de vice-ministre de l’Intérieur chargé de l’Ordre Public et de la Sécurité, puis de Chef d’État-major des Forces Armées Congolaise, et ensuite Chef d’État-major des Forces Aériennes Congolaise.

### Sous le régime de Joseph Kabila
Le 16 janvier 2001, le président Laurent-Désiré Kabila est assassiné. Joseph Kabila, ayant accédé au pouvoir suprême, soustrait rapidement Général Munene à ses fonctions en le nommant Commandant du Service National, un service que le nouveau gouvernement s'empresse de faire disparaître. En 2002, le général Munene est mis en réserve de la République et se voit promu Chancelier des Ordres Nationaux, alors que la chancellerie n'existe pratiquement déjà plus. 
Finalement en 2006, l'humeur du nouveau gouvernement de Joseph Kabila envers le général Munene se traduit par son limogeage : il est mis à la retraite avec le grade de Général Major, sans solde et est placé sous surveillance. 
A l'approche des élections de 2006, le général Munene crée la Convention du Peuple pour le Progrès et la Démocratie, une formation politique officielle, et participe aux législatives de 2006. 
Conscient de l'animosité du Président Joseph Kabila à son endroit, le général joue profil bas, s'adonnant à la Fondation Pierre Mulele dont il s'occupe. 
En octobre 2009, Munene est attaqué de nuit pendant plusieurs heures dans sa résidence de Bandalungwa à Kinshasa, par des bérets verts qui finissent par battre en retraite. Le 27 septembre 2010,  Munene est victime d’un attentat à Kinshasa. La garde prétorienne de Joseph Kabila assiège et met à sac ses résidences. Il doit la vie sauve à un coup de fil providentiel.

### Troisième exil
En septembre 2010, à la suite de ces séries d'attentats sur sa vie, il quitte le territoire et se réfugie une nouvelle fois en République du Congo. Il y obtient l'asile, pour raisons officiellement humanitaires.
Le 4 mars 2011, le tribunal militaire de garnison de Matadi le condamne par défaut, sans que l'accusé ait pourtant jamais été l'objet d'un mandat à comparaître. Le général Benoît Faustin Munene est accusé d'avoir organisé un mouvement que le tribunal qualifie d'insurrectionnel, dénommé Armée de Résistance Populaire (ARP). Il reçoit une peine à perpétuité et une amende d'un montant de 5 milliards de dollars USD. Il est en plus accusé d'avoir organisé l'attaque de la résidence du président Joseph Kabila ayant fait 19 morts et de vouloir renverser le régime en place. 
Kinshasa exige alors de Brazzaville l'extradition de Munene. Elle essuie un refus catégorique du Président congolais Denis Sassou-Nguesso, position qu'il rappelle dans une interview au magazine Jeune Afrique en ce même mois de mars 2011. Le refus d'extrader le Général Munene brouille les relations diplomatiques entre Brazzaville et KINSHANSA. 
En effet, la République du Congo ne souscrit plus aux accords d'extradition avec la République démocratique du Congo depuis qu'en 1968, Pierre Mulele, l'oncle maternel de Général Munene, fut extradé après avoir reçu des garanties d'amnistie et de respect de la Convention de Vienne, menant au contraire directement à son exécution, par la torture, sur ordre formel du président Mobutu.
La diaspora et l'opposition congolaises se sont félicitées de cette décision responsable du gouvernement de Brazzaville, concernant le général Munene.

## L'Armée de Résistance Populaire
Le général Munene ne croit pas que des élections réellement démocratiques, claires et transparentes puissent être organisées dans le climat qui règne depuis l'assassinat de Laurent-Désiré Kabila en 2001. Il dénonce la mascarade des élections de 2011 qui a occulté la victoire d'Étienne Tshisekedi. 
À la suite des kidnappings électoraux successifs de 2006 et 2011, il décide de sortir définitivement de système électoral biaisé car des élections dignes de ce nom sont tenues de se conformer aux termes prévus par la Conférence Nationale Souveraine. Il dit que ce n'est que dans un climat d’État de droit que des élections réellement démocratiques pourront avoir lieu[réf. souhaitée]. 
La Résistance patriotique prend de l'envergure. Les capitales des pays d'Europe et des Amériques assistent à des manifestations anti-kabilistes de plus en plus nombreuses. Elle organise notamment, depuis 2007, l’interdiction en Europe de la tenue de concerts d'artistes musiciens congolais et d’interventions de certains pasteurs congolais faisant la propagande du régime de Joseph Kabila.
Entre-temps, bien qu'ayant fondé la Convention du Peuple pour le Progrès et la Démocratie (CPPD) en 2006, ne pouvant s'y exprimer démocratiquement, le général Munene, a créé un mouvement de résistance patriotique congolais dont le lieutenant colonel Wondjade est cofondateur. 
Le 4 janvier 2010, l'Armée de Résistance Populaire (ARP) voit le jour. L'objectif primaire de l'ARP est de rendre au peuple Congolais sa souveraineté, de le débarrasser de tous les seigneurs de guerre et de les amener en justice pour leurs crimes.  
En décembre 2010, sur CongoSecurite, Général Munene explique à tous ses compatriotes et amis de par le monde, que la mission de l'ARP est non insurrectionnelle, précisant qu'en situation de légitime défense, son seul objectif est de défendre la patrie contre toute occupation étrangère, ces agresseurs installés sur le territoire congolais afin que celui-ci recouvre son intégrité territoriale et son intégrité nationale, conformément à la Constitution de la République démocratique du Congo.
Lors d'une interview exclusive accordée à Bakolokongo, le 10 décembre 2010, le leader de l’Armée de Résistance Populaire (ARP), Benoît Faustin Munene, convie les officiers et soldats de FARDC, se trouvant trahis par le gouvernement en place et acquis à la cause de la souveraineté nationale, à s'aligner pour défendre le peuple.
En 2011, Raymond Muzumbi Wondjade devient Directeur des Opérations, Etudes et Synthèse du bureau Rens de l'ARP.
En septembre 2013, dans un article publié par Bakolokongo, le général Benoît Faustin Munene, prononce un discours solennel au peuple congolais, a exprimé ses sentiments de gratitude envers tous pour leur soutien moral, matériel, intellectuel et spirituel. Il lance un appel à tous ceux et celles voulant aussi contribuer à la cause de la patrie, à tout patriote désireux de vouer son intelligence et son énergie, à tout combattant, sans distinction de race, de religion, de tribu. Il invite toute la diaspora congolaise, qui assure la survie de tant de compatriotes au pays, à prendre un rôle encore plus pédagogique et mobilisateur. Il précise que des structures d'accueil, d'enregistrement et de soutien seront bientôt à la disposition de ceux-ci. 
Il demande au peuple congolais d’être confiant, vigilant et attentif, de ne pas céder à la distraction, aux spéculations, aux manipulations, à l'intoxication, aux polémiques et aux troubles inutiles organisées par les ennemis du Congo. 
Le général Munene croit fermement en un avenir meilleur pour la République démocratique du Congo et toute la sous-région des Grands Lacs. Le monde jugera la capacité de l'ARP à contribuer à une nation Congolaise nouvelle et glorieuse.